# One röd
One röd, av företaget skrivet ONE Röd, är ett snusmärke som framställs av Swedish Match, och är den sjätte produkten i onefamiljen.
One röd har med inspiration från de nordiska skogarna smak av röda bär, blommighet och grapefrukt. Det säljs som Large-prilla. Det säljs i 1,0 grampåsar med en nikotinhalt om 13 mg/g, eller 1,3%, vilket gör den till en av Swedish Match starkare snusprodukter.
Snuset är ett i en produktfamilj som består av:
- One Orange
- One Vit
- One Grå
- One Svart
- One Lila
- One Blå
- One Röd

## Ursprung
General & Göteborgs Rapé One lanserades i augusti 2017, då som en vidareutveckling av de klassiska varumärkena General och Göteborgs Rapé.
Knappa tre år senare, i april 2020, lanserades den nya produktfamiljen med två nya smaker som ett helt nytt varumärke där de respektive färgerna skulle ge konsumenten en fingervisning om smaken. Sportikonen Alexander Gustafsson, själv en snusare, var med i framtagandet av egenskaperna i den nya snussorten.